# Hi-pass

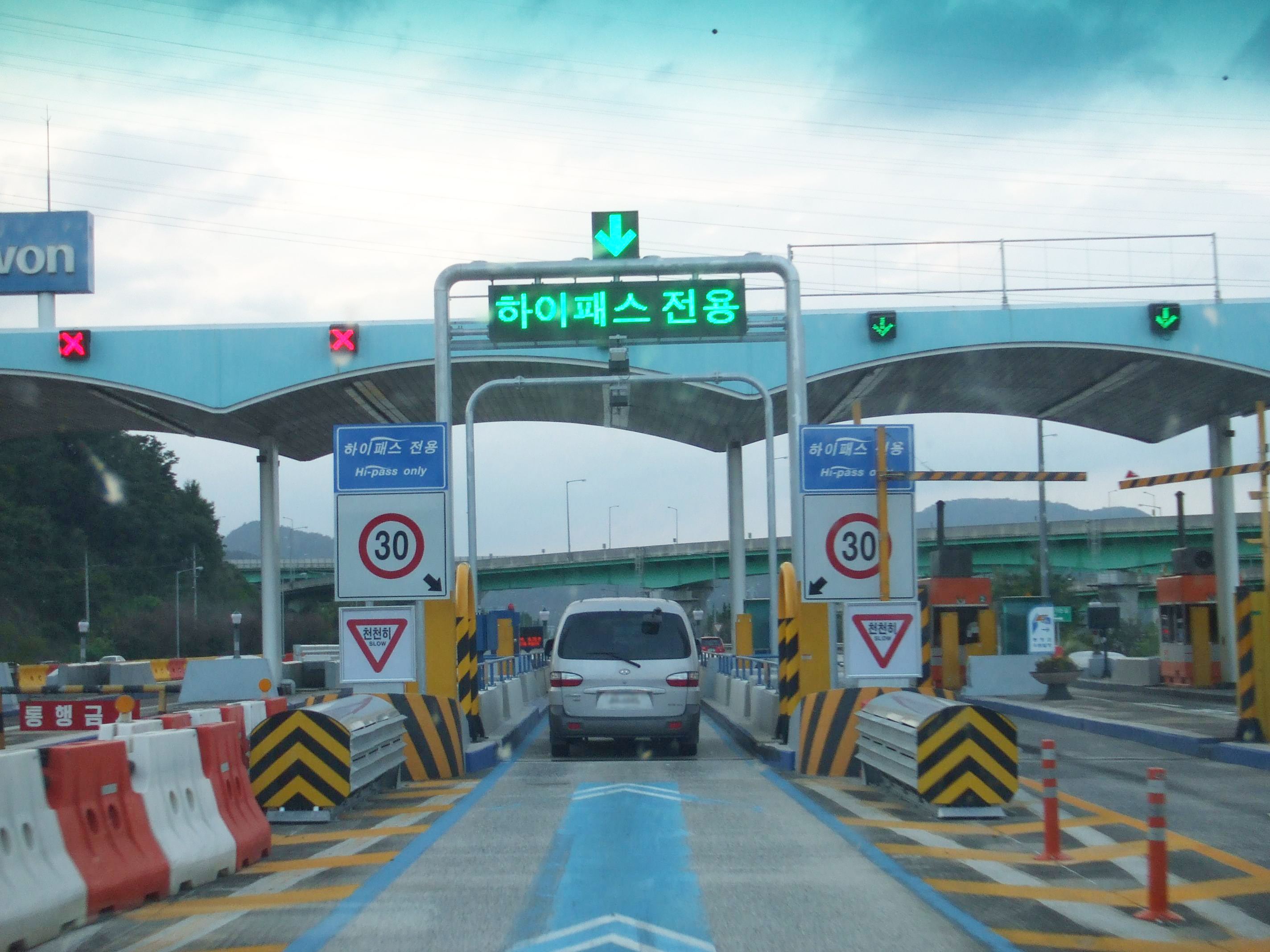
Làn thu phí tự động không dừng Hi-pass tại trạm thi phí Chirwon

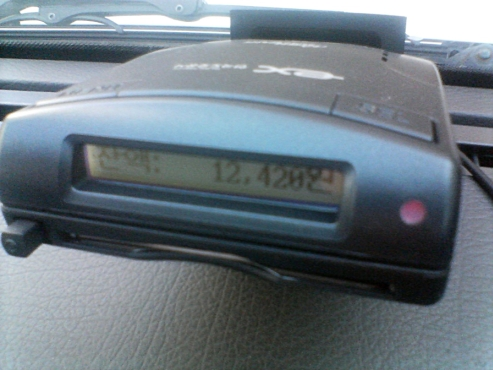
Thiết bị

Hi-pass là một thuật ngữ chung để chỉ một hệ thống cho phép người dùng trả phí trên đường cao tốc và đường thu phí ở Hàn Quốc thông qua giao tiếp không dây mà không cần phải dừng lại.
Nó sử dụng DSRC (Dedicated Short-Range Communication - Giao tiếp tầm ngắn chuyên dụng) để cho phép tính phí tự động thông qua liên lạc giữa các xe và các trạm thu phí.

## Lịch sử

### 2000
- Ngày 6 tháng 1: Tổng công ty Đường cao tốc Hàn Quốc thông báo kế hoạch chạy thử từ tháng 3 năm 2000
- Ngày 30 tháng 6: Chạy thử nghiệm Hi-pass tại 3 trạm thu phí là Seongnam, Cheonggye và Pangyo; mỗi trạm có 1 làn cho đường lên xuống, tổng cộng 6 làn

### 2001
- Vào tháng 4, Bộ Thông tin và Truyền thông đã đình chỉ việc cho thuê thiết bị cầm tay mới do các vấn đề về sử dụng tần số. Sau đó, cần phải phát triển thiết bị đầu cuối kiểu IR.

### 2005
- Ngày 31 tháng 10: Khai trương thêm như trạm thu phí Incheon, Namincheon, Hanam và Topyeong
- Ngày 1 tháng 12: Bổ sung dịch vụ được mở tại Gimpo, Siheung và Guri. Giảm 5% khi sử dụng thẻ thông hành (~ 30 tháng 6 năm 2012)

### 2007
- Ngày 20 tháng 12: Hoạt động hoàn chỉnh tại tất cả các trạm thu phí trên toàn quốc

### 2008
- Ngày 1 tháng 4: Quản lý thẻ Hi-pass Plus được chuyển từ Tổng công ty đường cao tốc Hàn Quốc (Korea Expressway Corporation) sang Hi-pass Plus Card Co., Ltd.
- Ngày 1 tháng 9: Bắt đầu cấp bến xe cao tốc cho xe ô tô tải dưới 4,5 tấn và ô tô tải dưới 1,5 tấn
- Ngày 6 tháng 10: Đạt được tỷ lệ sử dụng trung bình 30% trên toàn quốc
- Ngày 16 tháng 10: Việc cho thuê thiết bị đầu cuối Hi-Pass mới bị tạm ngừng, việc bán thiết bị đầu cuối vẫn tiếp tục.

### 2009
- Ngày 25 tháng 3: Bắt đầu dịch vụ thẻ Hi-Pass trả sau / Miễn phụ phí nạp thẻ điện tử trả trước

### 2010
- Ngày 1 tháng 7: Mở rộng quy mô sử dụng xe tải Hi-pass dưới 4,5 tấn (xe thùng và xe bán tải)

- Ngày 2 tháng 12: Tỷ lệ sử dụng trung bình trên toàn quốc vượt trên 50%

### 2011
- Ngày 28 tháng 11: Mở rộng việc sử dụng đường cao tốc cho các phương tiện đặc biệt như xe đầu kéo

### 2014
- Ngày 1 tháng 9: Ra mắt Hi-Pass Happy Terminal
- Ngày 1 tháng 1: Đưa vào sử dụng hệ thống đường thu phí tự động không dừng nhiều làn tại trạm thu phí Seobusan trên đường cao tốc Namhae nhánh 2 phù hợp với việc di dời trạm thu phí Seobusan  của đường cao tốc Namhae nhánh 2.

### 2015
- Ngày 12 tháng 10: Ra mắt Hi-Pass Happy Terminal cho xe tải khi mở rộng sử dụng Hi-Pass cho xe tải nặng hơn 4,5 tấn

- Ngày 15 tháng 10: Mở rộng sử dụng Hi-pass cho xe tải trên 4,5 tấn (chiều dài dưới 2,5 m, chiều cao xếp hàng dưới 3,0 m)[1][2][3]

### 2016
- Ngày 29 tháng 3: Chuyển sang sử dụng Hi-pass dành riêng cho xe tải trên 4,5 tấn[4]

### 2017
- Tháng 10: Hệ thống thu phí thông minh được giới thiệu tại trạm thu phí Seoyeongam và trạm thu phí Namsuncheon trên đường cao tốc Namhae [5]
- Tháng 12: Hệ thống đường thu phí tự động không dừng nhiều làn được giới thiệu tại nút giao Daegwallyeong trên đường cao tốc Yeongdong và nút giao Gangneung trên đường cao tốc Donghae[6]

### 2018
- Ngày 5 tháng 2: Giới thiệu hệ thống đường thu phí tự động không dừng nhiều làn tại trạm thu phí Sân bay Incheon trên Đường cao tốc Sân bay Quốc tế Incheon [7]

- Ngày 29 tháng 3: Giới thiệu hệ thống thu phí thông minh tại nút giao Yucheon trên Tuyến nhánh đường cao tốc Jungbu Naeryuk sau khi khai trương nút giao Yucheon

- Ngày 15 tháng 11: Khai trương đường cao tốc Daejeon-Gapcheon

### 2019
- Tháng 2: Giới thiệu hệ thống đường thu phí tự động không dừng nhiều làn tại trạm thu phí Namyangju trên đường cao tốc Seoul-Yangyang

- Ngày 28 tháng 11: Hệ thống đường thu phí tự động không dừng nhiều làn được giới thiệu tại Trạm thu phí Namincheon trên Đường cao tốc Gyeongin số 2 [8]

- Tháng 12: Đưa vào sử dụng hệ thống đường cao tốc nhiều làn tại trạm thu phí Busan trên đường cao tốc Gyeongbu
- Ngày 27 tháng 12: Giới thiệu hệ thống đường thu phí tự động không dừng nhiều làn theo hướng Seoul tại trạm thu phí Seoul trên đường cao tốc Gyeongbu [9]
- Ngày 30 tháng 12: Giới thiệu hệ thống đường thu phí tự động không dừng nhiều làn đến hướng Busan tại trạm thu phí Seoul trên đường cao tốc Gyeongbu [9]

### 2020
- Ngày 23 tháng 1: Hệ thống đường thu phí tự động không dừng nhiều làn được giới thiệu tại trạm thu phí Donggwangju và trạm thu phí Gwangju trên đường cao tốc Honam[10]
- Ngày 16 tháng 10: Hệ thống đường thu phí tự động không dừng nhiều làn được giới thiệu tại nút giao Namwonju trên đường cao tốc Jungang [11]

- Ngày 7 tháng 11: Giới thiệu hệ thống đường cao tốc nhiều làn tại trạm thu phí Goyang trên đường cao tốc Pyeongtaek-Paju

### 2021
- Ngày 16 tháng 4: Cổng thu phí đường cao tốc đầu tiên trong thành phố, hầm Shinwol Yeoui mở cửa tại Seoul